# 米澤菊二
米澤 菊二（よねざわ きくじ、1894年（明治27年）3月19日 - 1983年（昭和58年）11月9日）は、日本の外交官。駐ポルトガル公使。

## 経歴
石川県能美郡（現・能美市）出身。1918年（大正7年）、東京帝国大学法科大学政治科を卒業し、高等試験行政科に合格した。農商務省に入省し、福岡鉱務署に鉱務監督官として勤務。のち外務省に転じ、事務官・条約局第三課勤務、イギリス大使館三等書記官、同二等書記官、安東領事、満州国大使館一等書記官、外務書記官・大臣官房電信課長、カルカッタ（現在のコルカタ）総領事、外務省調査部長を歴任。1939年（昭和14年）、駐ポルトガル公使に就任し、1941年（昭和16年）に退官した。
退官後は、日本交易協会専務理事、東亜研究所理事を務めた。

## エピソード
第二次世界大戦中、在ポルトガル日本公使館の館長を務めていた際に、EUの父クーデンホーフ＝カレルギー伯の亡命を手助けし、クーデンホーフ＝カレルギー伯から自著『Totaler Staat – Totaler Mensch』（1937年）の英語版『The Totalitarian State against Man』を贈呈されたエピソードが知られる。この贈呈本は戦後鳩山一郎による翻訳、翻訳者鳩山による友愛の提唱、鳩山の孫鳩山由紀夫・鳩山邦夫らによる民主党の結成、由紀夫の東アジア共同体提唱へとつながる。
パン・ヨーロッパ運動指導者クーデンホーフ＝カレルギー伯はナチス・ドイツ総統アドルフ・ヒトラーを公然と批判し、伯はまたユダヤ差別反対論者でもある。彼のパン・ヨーロッパ運動は潰され、彼はヨーロッパ脱出を試みるが、リスボンで何かと彼を手助けをしたのが米沢館長であった。1940年8月にクーデンホーフ＝カレルギー伯は米国亡命に成功し、日本は1940年9月に日独伊三国同盟を締結した。

## 栄典
- 1940年（昭和15年）8月15日 - 紀元二千六百年祝典記念章[7]

## 著書
- 東亜研究所, 米澤菊二『印度國民會議派ノ内部情勢ニ就テ』東亞研究所〈資料 / 東亞研究所 ［編］ (外乙)第18號B〉、1939年。 NCID BB06357344。
- 『大東亜戦争と印度の地位』国防経済協会 1942年（講演）
- 『日葡交通の起原』葡萄牙叢書 第二輯 1942年10月（遡及奥付の編者: 米澤菊二）
- 井野碩哉（述）、米澤菊二（述）『大東亞戰爭と農林政策. 獨立の關頭に立つ印度』 1942年 東洋經濟新報社出版部（經濟倶樂部講演 ; 昭和17年 第26輯）
- 『大東亞戰爭と印度の地位 : 米澤菊二講演』國防經濟協會、1942年6月
- 『日満議定書調印記録』 1969年11月 （霞関会編『霞関会会報』pp. 15-16）